# Expektorans
Ein Expektorans oder Expectorans (von lateinisch ex ‚heraus‘ und pectus ‚Brustkorb‘; Mehrzahl Expectorantia, Expektorantien oder Expektoranzien), deutsch Hustenlöser, ist ein Arzneimittel, das den Auswurf von Bronchialsekret fördern soll, indem es die Sekretproduktion erhöht oder die Viskosität vermindert.
Expektorantien haben in größeren und neueren Studien keine spezifische Wirkung gezeigt. Sie werden in Deutschland immer weniger verordnet. Die DEGAM-Leitlinie „Husten“ rät von der Anwendung bei akutem Husten ab. Bei chronischer Bronchitis könne man Mukolytika „versuchsweise“ einsetzen, um die Zahl der schweren Episoden zu vermindern.
Nach den angenommenen Wirkungsmechanismen unterscheidet man:
- Sekretolytika sollen die Bildung von (dünnflüssigem) Bronchialschleim fördern. Als Sekretolytika gelten beispielsweise Bromhexin und dessen Metabolit Ambroxol, Ammoniumchlorid und Kaliumiodid, aber auch pflanzliche Wirkstoffkombinationen[5] wie Efeu mit Thymian und Primel.
- Mukolytika sollen die Zähigkeit des Schleims vermindern. Zu den Mukolytika zählen Acetylcystein, Carbocystein, Guaifenesin oder Mesna und pflanzliche Produkte wie Fenchel- und Anisöl oder das Mischöl Myrtol.
- Sekretomotorika sollen verstärkten Abtransport des Bronchialschleims bewirken.[6]

Im Zusammenhang mit der Anwendung von Expektorantien ist die ausreichende Zufuhr von Wasser vermutlich das eigentlich wirksame Element. Die verschiedenen Teezubereitungen (Lindenblütentee), Milch mit Honig, auch warmes Bier sind ebenfalls unter diesem Aspekt zu sehen.
Der Sirup Pei Pa Koa wird als Kräuterarznei der traditionellen chinesischen Medizin gegen Pharyngitis, Husten und Heiserkeit eingesetzt und enthält Früchte der Japanischen Wollmispel.